# San Francisco de Borja
San Francisco de Borja é um município do estado de Chihuahua, no México.